# Plunge (Fever Ray)
Plunge è il secondo album in studio della musicista svedese Fever Ray, pubblicato nel 2017.

## Tracce
Testi e musiche di Fever Ray, eccetto dove è indicato.
1. Wanna Sip – 3:28 (Fever Ray, Peder Mannerfelt)
2. Mustn't Hurry – 4:17
3. A Part of Us – 3:30 (Fever Ray, Tami T)
4. Falling – 5:03
5. IDK About You – 3:40
6. This Country – 3:12
7. Plunge – 5:36
8. To the Moon and Back – 4:37
9. Red Trails – 4:50
10. An Itch – 3:45
11. Mama's Hand – 4:58